# Rhynchomys isarogensis
Rhynchomys isarogensis is een knaagdier uit het geslacht Rhynchomys dat voorkomt op het Filipijnse eiland Luzon. De soort is gevonden in bergregenwoud op 1125 tot 1750 m hoogte op Mount Isarog in de zuidelijke provincie Camarines Sur. Deze soort is kwetsbaar door zijn geringe verspreiding en de dreiging van boomkap op Mount Isarog.
Net als de overige soorten van het geslacht heeft R. isarogensis een gedrongen lichaam, een korte staart, een zeer lange bek en kleine ogen. De vacht is dik en kort. De bovenkant van het lichaam is lichtbruin, de onderkant vuilgrijs. De bovenkant van de voeten is wit. De bovenkant van de staart is bruin, de onderkant op een smalle bruine streep midden op de onderkant na pigmentloos. Uit elke staartschub, waarvan er zo'n twintig per centimeter zijn, ontspringen drie korte haren. De kop-romplengte bedraagt 170 tot 187 mm, de staartlengte 105 tot 124 mm, de achtervoetlengte 37 tot 39 mm, de oorlengte 20 tot 23 mm en het gewicht 120 tot 145 g.
R. isarogensis is een van de weinige zoogdieren ter wereld die zich vrijwel uitsluitend met aardwormen voedt.